# Psiche (Molière)
Psiche (Psyché) è una tragédie-ballet in versi, composta da cinque atti con intermezzi musicali, redatta da Molière per volontà di Sua Maestà Luigi XIV, che necessitava di uno spettacolo in occasione dei festeggiamenti del Carnevale.
L'opera venne rappresentata per la prima volta il 17 gennaio 1671 nell'enorme Salle des Machines del Palazzo delle Tuileries e riscosse immediatamente un successo strepitoso.
Altri due autori contribuirono alla versificazione della pièce per accelerarne i lavori: Corneille e Quinault.
L'intreccio è risalente alle Metamorfosi apuleiane, sebbene gli autori abbiano apportato le dovute modifiche, più consone al loro periodo storico.
In particolare, innovativa è l'introduzione dei due pretendenti di Psiche, Agénor e Cléomène, così come la rimozione dell'episodio centrale della lampada (nel quale la fanciulla scopre l'immagine di Cupido) e la riduzione delle quattro prove imposte da Venere ad una sola, ovvero la discesa negli Inferi.